# مريم سوماري
مريم سوماري (بالفرنسية: Myriam Soumaré)‏ هي عداءة مسافات قصيرة فرنسية ولدت في يوم 29 أكتوبر 1986 في مدينة باريس عاصمة فرنسا، أبرز إنجازاتها هو تحقيقها الميدالية الذهبية في سباق 200 متر في بطولة أوروبا لألعاب القوى 2010 في برشلونة كما فازت بالميدالية الفضية في سباق 4×100 متر تتابع مع الفريق الفرنسي وفازت بميداليات فضية وبرونزية في بطولات أخرى، إعتزلت في سنة 2015 بعد إنجابها طفل.

## روابط خارجية
- مريم سوماري على موقع الاتحاد الدولي لألعاب القوى (الإنجليزية)
- مريم سوماري على موقع الاتحاد الفرنسي لألعاب القوى (الفرنسية)
- مريم سوماري على موقع الدوري الماسي (الإنجليزية)
- مريم سوماري على موقع اللجنة الأولمبية الدولية (الإنجليزية)
- مريم سوماري على موقع أوليمبيديا (الإنجليزية)
- مريم سوماري على موقع اللجنة الأولمبية الفرنسية (مؤرشف) (الفرنسية)